# Islam en Tanzania
Tanzania es un país de mayoría cristiana, siendo el Islam la religión minoritaria más numerosa del país.  Según una estimación de 2020 del centro de investigación Pew, los musulmanes son un 34,1% de la población total.  La fe fue introducida por los comerciantes que visitaban la costa swahili, a medida que esta se conectaba a una red comercial marítima más grande dominada por musulmanes. Por estos contactos, grupos locales se asimilaron religiosamente a los comerciantes extranjeros, lo que daría en última instancia la formación de varias entidades políticas con el Islam como religión oficial.   Según la Asociación de Archivos de Datos Religiosos (ARDA), en 2020 el 55,3% de la población era cristiana, el 31,5% era musulmana, el 11,3% practicaba religiones tradicionales, mientras que el 1,9% de la población no era religiosa o se adhería a otras religiones. La ARDA estima que, en 2020, la mayoría de los musulmanes tanzanos son sunitas, con una pequeña minoría chiita. 
En el continente, las comunidades musulmanas se concentran en las zonas costeras, y también hay grandes mayorías musulmanas en las zonas urbanas del interior, especialmente y a lo largo de las antiguas rutas de caravanas. Más del 99% de la población del archipiélago de Zanzíbar es musulmana. Según una investigación del Pew Research Center realizada en 2008 y 2009, el 40% de la población musulmana de Tanzania se identificaba como sunita, el 20% como chiíta y el 15% como ahmadí, además de un subconjunto más pequeño de practicantes del ibadismo, así como musulmanes no confesionales.  La mayoría de los chiítas en Tanzania son de ascendencia asiática o india.  Algunos ahmadíes también son de ascendencia surasiática.